# Wszyscy kochają Raymonda
Wszyscy kochają Raymonda (ang. Everybody Loves Raymond) – amerykański serial komediowy emitowany w stacji CBS od 13 września 1996 do 16 maja 2005.
Wiele sytuacji ukazanych w serialu opartych jest na rzeczywistych doświadczeniach z życia Raya Romano. Główne postacie również ukazują, w krzywym zwierciadle, członków jego rodziny.
Serial był wyświetlany w wielu krajach na świecie, także w Polsce. Najpierw w stacji TVP1, potem w TV Puls oraz od 19 października 2006 w Comedy Central Polska, a obecnie serial nadawany jest na kanale Comedy Central Family.
Wszyscy kochają Raymonda zdobył wiele nagród m.in. Nagrodę Emmy. W 2011 zrealizowana została polska wersja pt. Wszyscy kochają Romana.

## Fabuła
Serial opowiada o dziennikarzu sportowym, który zmaga się z nadopiekuńczymi rodzicami, mieszkającymi po drugiej stronie ulicy.

## Obsada

### Główna
- Ray Romano jako Raymond 'Ray' Albert Barone, mąż Debry
- Patricia Heaton jako Debra Barone z d. Whelan, żona Raymonda
- Brad Garrett jako Robert Barone, brat Raymonda, mąż Amy
- Doris Roberts jako Marie Barone, matka Raymonda i Roberta oraz żona Franka
- Peter Boyle jako Frank Barone, ojciec Raymonda i Roberta oraz mąż Marie

### Drugoplanowa
- Maggie Wheeler jako Linda Gruenfelder, żona Berniego oraz przyjaciółka Debry i Raya
- Tom McGowan jako Bernie Gruenfelder, mąż Lindy oraz przyjaciel Debry i Raya
- Jon Manfrellotti jako Claude Gianni, "złota rączka" i przyjaciel Raymonda
- Suzie Plakson jako Joanne Glotz, pierwsza była żona Roberta
- Monica Horan jako Amy Barone z d. McDougall, druga żona Roberta
- Katherine Helmond jako Lois Whelan, matka Debry
- Robert Culp jako Warren Whelan, ojciec Debry i mąż Lois
- Sullivan Sweeten jako Michael Barone, syn-bliźniak Raymonda i Debry
- Sawyer Sweeten jako Geoffrey Barone, syn-bliźniak Raymonda i Debry
- Madylin Sweeten jako Alexandra 'Ally' Barone, córka Raymonda i Debry

W mniejszych rolach i epizodach wystąpili m.in.: Charles Durning, Robert Joy, Martin Short, Billy Bob Thornton, Jon Voight oraz reżyser Ron Howard, dziennikarz Larry King, łyżwiarka Katarina Witt i koszykarze NBA Kareem Abdul-Jabbar i James Worthy.